# 2525-ös mellékút (Magyarország)
A 2525-ös számú mellékút egy bő hét kilométeres hosszúságú, négy számjegyű mellékút Borsod-Abaúj-Zemplén vármegyében.

## Nyomvonala
A 2524-es útból ágazik ki, annak 3+500-as kilométer-szelvénye közelében, Ózd és Királd közigazgatási határán, északkelet felé. Előbb Királd Újtelep településrészen, majd az ófalun halad keresztül, Kossuth út néven. Eközben nagyjából végig az Eger–Putnok-vasútvonal nyomvonalát kíséri, úgy, hogy Újtelep és az ófalu közötti, aránylag rövid szakaszon kétszer közvetlenül találkozik is azzal: a vágányok először felüljáróval, majd másodjára már szintben keresztezik az utat.
Ezután az út elhalad Királd megállóhely mellett, majd később – még úgyszintén a község közigazgatási területén – további két szintbeli kereszteződése következik a vasúti sínekkel: az egyik még a lakott terület keleti részen, a másik már külterületen.
Az út 6 kilométer megtétele után éri el Királd, Sajónémeti és Sajómercse közigazgatási területeinek hármashatárát, majd a 2523-as útba torkollva ér véget, annak 5+200-as kilométerszelvényénél, Sajómercse külterületén. Utolsó méterein még keresztezi a Mercse-patakot. Az országos közutak térképes nyilvántartását szolgáló kira.gov.hu adatbázisa szerint – 7,070 kilométer megtétele után ér véget.